# Lethaia
Lethaia är en internationell vetenskaplig tidskrift som publicerar artiklar inom paleontologi och stratigrafi och ägs av "Lethaia Foundation" med säte i Oslo. Det är den formella publikationen för organisationerna International Palaeontological Association och International Commission on Stratigraphy (ICS).
Lethaia kommer ut fyra gånger per år, i mars, juni, september och december.

## Huvudredaktörer
- Svend Stouge (Köpenhamn, Danmark)